# 李獻 (正德進士)
李獻（？—？年），河南河南卫軍籍。明朝政治人物。

## 生平
正德二年（1507年）丁卯科舉人，正德九年（1514年）甲戌科三甲第三十五名進士。正德十三年十二月實授云南道监察御史，十五年巡按陕西，上疏弹劾罢免甘肃巡抚都御史文贵。嘉靖元年巡按山东，二年（1523年）二月升任陕西按察司佥事，三年二月因先前任御史时杖死知县沃潮被罢免。